# 유운 (동평양왕)
동평양왕 유운(東平煬王 劉雲, ? ~ 기원전 5년? 4년?)은 전한의 제후왕이다.

## 생애
홍가 원년(기원전 20년), 동평왕에 봉해졌다.
동평양왕 16년(기원전 5년) 또는 건평 3년(기원전 4년), 황제를 저주한 혐의를 받았다. 유운은 스스로 목숨을 끊었고, 봉국은 폐지되었다가 원시 원년(1년)에 아들 유개명이 뒤를 이었다.

## 출전
- 반고, 《한서》 권14 제후왕표

## 가계
- 동평사왕 유우
  - 동평양왕 유운
    - 동평왕 유개명
    - 엄향후 유신
    - 무평후 유황
    - 도향후 유회
    - 태향후 유포
    - 창향후 유단
    - 신향후 유리
    - 춘성후 유윤